# Урлау, Эрнст
Эрнст Урлау (нем. Ernst Uhrlau, р. 1946) — немецкий государственный деятель, президент Федеральной разведывательной службы в 2005−2011 годах.

## Биография
Родился в Гамбурге, окончил Гамбургский университет по специальности «политология».
Работал в Федеральной службе защиты конституции — с 1981 года помощником начальника Управления Федеральной службе защиты конституции по городу Гамбургу, а в 1991 году Э.Урлау возглавил это управление. В 1996—1998 годах Э.Урлау занимал должность начальника полиции Гамбурга, а в 1998—2005 годах был координатором разведывательного сообщества ФРГ в ведомстве федерального канцлера.
В должности координатора спецслужб Э.Урлау, в частности, выступал в качестве посредника между Израилем и группировкой «Хезболла» при обмене захваченных израильских солдат на пленных боевиков в январе 2004 года. В БНД эта операция получила название «Операция „Сине-белое небо“».
1 декабря 2005 года Э.Урлау был назначен на пост президента БНД и занимал его до 7 декабря 2011 года.
Был противником вывода международных сил из Афганистана
В 2006 году Э.Урлау объявил о начале систематического пересмотра истории германской разведслужбы, и пошёл на беспрецедентный в истории германской разведки шаг: открыл для историков архивы БНД периода 1947 −1968 годов, при этом к архивам были допущены только четверо историков, чей профессиональный авторитет, по словам Урлау, служит доказательством их беспристрастности. Руководством БНД было объявлено, что не все материалы, доступные историкам, будут обнародованы.
За время руководства Э.Урлау в 2010 году разразился скандал, связанный с пропажей секретных строительных чертежей нового здания штаб-квартиры БНД в Берлине.
В декабре 2011 года Э.Урлау, по достижении пенсионного возраста, ушёл в отставку с поста главы БНД и с февраля 2012 года является советником Deutsche Bank.

## Семья
Женат, двое взрослых сыновей.